# Susannah York
Susannah York (Londres, 9 de janeiro de 1939 — Londres, 15 de janeiro de 2011) foi uma atriz britânica.
Em 1970 foi indicada ao Oscar de melhor atriz coadjuvante por They Shoot Horses, Don't They? (1969). Em 1972, recebeu o prêmio de Melhor Atriz no Festival de Cannes por seu trabalho em Images.
York morreu aos 72 anos, de câncer de medula óssea muito avançado.

## Filmografia
| Ano  | Filme                               | Papel                         | Notas                                                |
| ---- | ----------------------------------- | ----------------------------- | ---------------------------------------------------- |
| 1960 | There Was a Crooked Man             | Ellen                         |                                                      |
| 1960 | Tunes of Glory                      | Morag Sinclair                |                                                      |
| 1961 | The Greengage Summer                | Joss Grey                     |                                                      |
| 1962 | Freud                               | Cecily Koertner               |                                                      |
| 1963 | Tom Jones                           | Sophie Western                |                                                      |
| 1964 | The 7th Dawn                        | Candace Trumpey               |                                                      |
| 1964 | Scene Nun, Take One                 | The Actress                   |                                                      |
| 1965 | Sands of the Kalahari               | Grace Munkton                 |                                                      |
| 1965 | Scruggs                             | Susan                         |                                                      |
| 1966 | The Fall of the House of Usher (TV) | Madeleine Usher               |                                                      |
| 1966 | Kaleidoscope                        | Angel McGinnis                |                                                      |
| 1966 | A Man for All Seasons               | Margaret More                 |                                                      |
| 1968 | Sebastian                           | Rebecca Howard                |                                                      |
| 1968 | Duffy                               | Segolene                      |                                                      |
| 1968 | The Killing of Sister George        | Alice 'Childie' McNaught      |                                                      |
| 1969 | Oh! What a Lovely War               | Eleanor                       |                                                      |
| 1969 | Battle of Britain                   | Section Officer Maggie Harvey |                                                      |
| 1969 | Lock Up Your Daughters              | Hilaret                       |                                                      |
| 1969 | They Shoot Horses, Don't They?      | Alice                         | Indicada — Academy Award for Best Supporting Actress |
| 1970 | Jane Eyre                           | Jane Eyre                     |                                                      |
| 1970 | Country Dance                       | Hilary Dow                    |                                                      |
| 1971 | Happy Birthday, Wanda June          | Penelope Ryan                 |                                                      |
| 1972 | Zee and Co.                         | Stella                        |                                                      |
| 1972 | Images                              | Cathryn                       |                                                      |
| 1974 | Gold                                | Terry Steyner                 |                                                      |
| 1974 | The Maids                           | Claire                        |                                                      |
| 1975 | Conduct Unbecoming                  | Mrs. Marjorie Scarlett        |                                                      |
| 1975 | That Lucky Touch                    | Julia Richardson              |                                                      |
| 1976 | Sky Riders                          | Ellen Bracken                 |                                                      |
| 1976 | Eliza Fraser                        | Eliza Fraser                  |                                                      |
| 1978 | The Shout                           | Rachel Fielding               |                                                      |
| 1978 | The Silent Partner                  | Julie Carver                  |                                                      |
| 1978 | Superman                            | Lara                          |                                                      |
| 1979 | Prince Regent (TV Miniseries)       | Mrs. Fitzherbert              |                                                      |
| 1979 | The Golden Gate Murders (TV)        | Sister Benecia                |                                                      |
| 1980 | Long Shot                           | An Actress                    |                                                      |
| 1980 | The Awakening                       | Jane Turner                   |                                                      |
| 1980 | Superman II                         | Lara                          |                                                      |
| 1980 | Loophole                            | Dinah Booker                  |                                                      |
| 1980 | Late Flowering Love                 |                               |                                                      |
| 1980 | Falling in Love Again               | Sue Lewis                     |                                                      |
| 1981 | Second Chance (TV Series)           | Kate Hurst                    |                                                      |
| 1982 | We'll Meet Again (TV Series)        | Helen Dereham                 |                                                      |
| 1982 | Alicja                              | Queenie                       |                                                      |
| 1983 | Yellowbeard                         | Lady Churchill                |                                                      |
| 1983 | Nelly's Version (TV)                | Narrator (voice)              |                                                      |
| 1984 | A Christmas Carol (TV)              | Mrs. Cratchit                 |                                                      |
| 1985 | Star Quality (TV)                   | Lorraine Barry                |                                                      |
| 1985 | Daemon (TV)                         |                               |                                                      |
| 1985 | Prettykill                          | Toni                          |                                                      |
| 1987 | Superman IV: The Quest for Peace    | Lara (voz)                    |                                                      |
| 1987 | Mio min Mio                         | Seamstress                    |                                                      |
| 1987 | Barbablú, Barbablú                  |                               |                                                      |
| 1988 | A Summer Story                      | Mrs. Narracombe               |                                                      |
| 1988 | Just Ask for Diamond                | Lauren Bacardi                |                                                      |
| 1989 | Melancholia                         | Catherine Lanham Franck       |                                                      |
| 1989 | After the War (TV Miniseries)       | Irene Jameson                 |                                                      |
| 1989 | Quattro piccole donne (TV)          |                               |                                                      |
| 1989 | En Håndfull tid                     | Susanne Walker                |                                                      |
| 1990 | The Man from the PVU (TV)           | Amy Wallace                   |                                                      |
| 1990 | Fate                                |                               |                                                      |
| 1991 | Devices and Desires (TV Miniseries) | Meg Dennison                  |                                                      |
| 1991 | Trainer (TV Series)                 | Rachel Ware                   |                                                      |
| 1992 | Illusions (TV)                      | Dr. Sinclair                  |                                                      |
| 1993 | Piccolo grande amore                | Queen Christina               |                                                      |
| 1997 | Loop                                | Olivia                        |                                                      |
| 1997 | Dark Blue Perfume (TV)              | Liz                           |                                                      |
| 1998 | So This Is Romance?                 | Mike's Mum                    |                                                      |
| 2000 | St. Patrick: The Irish Legend (TV)  | Concessa                      |                                                      |
| 2000 | Jean                                | Jean                          |                                                      |
| 2002 | The Book of Eve                     |                               |                                                      |
| 2003 | Visitors                            | Carolyn Perry                 |                                                      |
| 2004 | Love Is a Survivor                  | Present Day Roma              |                                                      |
| 2006 | The Gigolos                         | Tessa                         |                                                      |
| 2007 | Maude                               | Maude                         |                                                      |
| 2008 | Franklyn                            | Margaret                      |                                                      |
| 2010 | The Calling                         | The prioress                  |                                                      |